# Valerio Padrón
Valerio José Padrón Pérez (Tacoronte, Tenerife, Canarias, 1929 - Caracas, 30 de julio de 1978) fue un pintor español, nacionalizado venezolano, destacó como acuarelista.

## Biografía
Se inició en la pintira en la escuela de dibujo de Carmen Castro, para luego studiar en la Escuela Superior de Bellas Artes de Santa Cruz de Tenerife. A los 25 años se marcha a Venezuela, nacionalizándose en 1954, donde desarrolló una gran carrera pictórica, destacando en la "aguada" siendo considerado figura insigne de este arte.
Realizó casi doce muestras individuales y numerosas colectivas entre España (tanto en Canarias como en la Península) y Venezuela. Falleció el 30 de julio de 1978.

### Premios
Esta es una lista de algunos de los premios que él ha obtenido:
- Accésit del Círculo de Bellas Artes, (Tenerife-Islas Canarias);
- Distinción del IX Salón Armando Reverón;
- Diploma de Honor de la Fundación Museo Rosa Alarcón
- Placa Premio Nacional de acuarela, “XI Salón Armando Reverón”, 1975
- Condecoración medalla Orden “Francisco de Miranda”, entre otros.

## Legado[1]
- La calle "Pintor Valerio Padrón", en Tacoronte, fue nombrada en su honor en el año 1979, menos de un año después de su muerte.
- Varios actos celebrados por la Agrupación de Acuarelistas Canarios en honor a sus pinturas.